# Pugny-Chatenod
Pugny-Chatenod é uma comuna francesa na região administrativa de Auvérnia-Ródano-Alpes, no departamento de Saboia. Estende-se por uma área de 5,36 km². Em 2010 a comuna tinha 996 habitantes (densidade: 185,8 hab./km²).